# Directori web
Un directori web és un directori de la xarxa Internet especialitzat a llistar i categoritzar llocs web.
Un 'directori web' és un tipus de lloc web que conté un directori organitzat d'enllaços a altres  llocs web, amb una estructura de categories i subcategories. Habitualment, els directoris web permeten als webmasters o creadors de  llocs web que informin del seu lloc perquè sigui inclòs, i després els editors autoritzats revisen aquestes sol·licituds abans d'incloure les seves  enllaços per comprovar que s'adeqüen als requisits d'acceptació determinats pel directori web.
Entre els directoris web més coneguts, es troben el directori web de Yahoo!, isearch i l'Open Directory Project (també conegut com a DMOZ).
Els directoris web regionals s'integren en un mateix lloc als comerços o participants de determinat sector, creant d'aquesta manera una comunitat tancada que facilita la navegació, localització i mercadeig. Aquests directoris promouen el creixement econòmic del sector a què estan enfocats, ja que posen a l'abast de l'usuari la possibilitat de descobrir proveïdors que desconeixia que existissin i amb això resoldre una necessitat de compra.

## Tipus de directoris
Els directoris web poden classificar atenent diferents criteris. Així, en funció del seu cost, n'hi ha de gratuïts' o de pagament; acord amb la correspondència o reciprocitat entre els enllaços, en  'recíprocs o no recíprocs; d'acord amb la seva especialització, en generals o temàtics; segons la seva àrea geogràfica, en globals o locals; i així mateix, pel que fa al temps d'admissió i posada en funcionament dels enllaços, en directoris d'inclusió immediata o de revisió i aprovació per un administrador.